# Базилевич, Олег Петрович
Оле́г Петро́вич Базиле́вич (6 июля 1938, Киев — 16 октября 2018, Киев) — советский и украинский футболист и футбольный тренер. Кандидат педагогических наук. Методист. Совместно с Валерием Лобановским разработал и внедрил систему подготовки футболистов высокой квалификации. Автор разработок стратегии и тактики футбола. Заслуженный тренер СССР (1975) и Украины.

## Биография
Долгое время играл вместе с В. Лобановским за «Динамо» Киев. Игровую карьеру заканчивал в «Шахтёре». В этом же клубе достиг первых тренерских успехов, где создал сильную и добротную команду.
В 1974 году был приглашён Лобановским в «Динамо» Киев. В течение трёх лет тренерский тандем «Динамо» (и одновременно сборной СССР) достиг первых высоких побед для советского футбола на еврокубковой арене. Однако в 1976 году «Динамо» и сборная выступили менее удачно. В итоге Базилевич ушёл из команды.
Проведя два сезона в «Динамо» Минск, Базилевич перешёл в 1979 году в ташкентский «Пахтакор». В тот год команда «Пахтакор» почти в полном составе разбилась в небе над Днепродзержинском. Сам Базилевич случайным образом не попал на тот рейс. Он помог пригласить футболистов из других клубов высшей лиги в «Пахтакор». Однако на новый сезон в команде не остался, поскольку, по собственному признанию, «был мыслями в ЦСКА, который потенциально мог замахнуться на чемпионство».
Однако успехов в ЦСКА не достиг, признав позже, что команде помешали негативные явления «теневой спортивной экономики». Сначала дела шли неплохо: клуб в 1980 году занял 5 место (впервые за последние 10 лет) и на следующий год вновь заиграл в еврокубках. В 1981 году команда заняла 6-е место. Однако уже в 1982 году команда стала играть неудачно, почти сразу опустившись на дно турнирной таблицы. В конце июля — августе не могла выиграть в течение 8 игр. 3 сентября, после ничейной игры с «Динамо» Киев, Базилевич был уволен.
После ЦСКА часть времени Базилевич посвятил написанию диссертации. В 1984 году принял приглашение «Зари» Ворошиловград, признав позже, что это было ошибкой.
В октябре 1992 года стал главным тренером сборной Украины, однако больших успехов с командой не достиг.
В январе 2017 года появились сообщения о наличии у Базилевича болезни Паркинсона, с которой он боролся долгие годы.
Скончался 16 октября 2018 года в Киеве. Похоронен 18 октября на Центральной аллее Байкового кладбища.

## Достижения

### В качестве игрока
«Динамо» (Киев)
- Чемпион СССР: 1961
- Обладатель Кубка СССР: 1964

### В качестве тренера
«Динамо» (Киев)
- Чемпион СССР (2): 1974, 1975
- Обладатель Кубка СССР: 1974
- Обладатель Кубка обладателей кубков: 1975
- Обладатель Суперкубка Европы: 1975

Сборная СССР
- Бронзовый призёр олимпийских игр: 1976

### Личные
- В списках «33 лучших футболистов СССР» (6): 1960 — № 2, 1961 — № 3, 1962 — № 3, 1963 — № 3, 1964 — № 3, 1965 — № 3
- В списках лучших футболистов УССР[укр.] (8): 1959 — № 2, 1960 — № 2, 1961 — № 1, 1962 — № 2, 1963 — № 1, 1964 — № 1, 1965 — № 1, 1966 — № 3
- Лауреат приза За самый красивый гол сезона: 1964
- Заслуженный тренер СССР: 1975
- Заслуженный тренер Украины

## Награды
- Орден «За заслуги» III (2004)[5] и II (2011)[6] степеней.

## Память
- В 1976 году на экраны вышел художественный фильм «Такая она, игра», прототипом одного из главных героев (Вячеслава Миленкова) был Олег Базилевич[7].